# Zvoleněves
Zvoleněves település Csehországban, a Kladnói járásban. Zvoleněves Třebusice, Podlešín, Kamenný Most, Želenice, Žižice és Slatina településekkel határos. Lakosainak száma 912 fő (2024. január 1.).

## Népesség
A település lakosságának változását az alábbi diagram mutatja:
| Lakosok száma | 978  | 1238 | 1248 | 1109 | 983  | 797  | 864  | 899  | 916  | 912  |
|               | 1869 | 1890 | 1921 | 1950 | 1980 | 2001 | 2017 | 2019 | 2022 | 2024 |